# Friedrich Cranz
Friedrich Cranz (* 23. Oktober 1792 in Dillich bei Homberg (Efze); † 1840 in Kirchhain) war ein deutscher Verwaltungsbeamter.

## Leben
Friedrich Cranz studierte Rechtswissenschaften an der Philipps-Universität Marburg. Er war Mitglied des Corps Hassia Marburg. Nach dem Studium wurde er kurhessischer Verwaltungsbeamter. Als Kreissektretar des Kreisamtes Eschwege erhielt er 1824 den vakanten Posten des Kreisrats des Kreisamts Homberg. Etwa 1833 wechselte er als Kreisrat in den Kreis Kirchhain, wo er ab 1835 den Amtstitel Landrat anstelle Kreisrat führte. Das Amt hatte er bis 1840 inne.